# Tiết canh

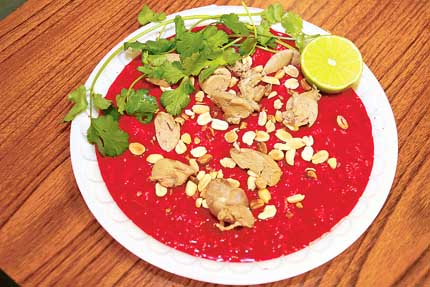
Un plato de tiết canh.

El tiết canh es un plato tradicional de sangre en la gastronomía de Vietnam. El tiết canh se hace de sangre cruda, normalmente pato, puesto en un plato llano con asadura (como la molleja) cocida de pato finamente picada, salpicada con cacahuete troceado y hierbas picadas, tales como el coriandro vietnamita, menta, etcétera. El plato resultante se deja enfriar en el frigorífico, lo que permite que la sangre coagule, haciendo que la mezcla termine siendo algo parecido a una pizza. Después de que la sangre haya cuajado y el plato se retire del refrigerador, el tiết canh se come inmediatamente, ya que la sangre vuelve a licuarse si se deja a temperatura ambiente.
- Datos: Q2591051
- Multimedia: Tiết canh / Q2591051